# Municipalità di Glen Innes Severn
La municipalità di Glen Innes Severn è una local government area che si trova nel Nuovo Galles del Sud. Si estende su una superficie di 5.487 chilometri quadrati e ha una popolazione di 9.311 abitanti. La sede del consiglio si trova a Glen Innes.